# 本·怀特曼
伯納德·「本」·登齊爾·懷特曼（1954年8月20日—），是一名庫拉索政治人物、主权人民黨魁。2015年8月31日因前主权人民黨魁與總理伊瓦尔·艾斯杰斯在黨內失去信任而辭職，懷特曼在9月1日宣誓就任總理。